# 姆龍戈沃縣

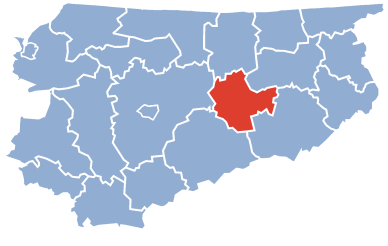

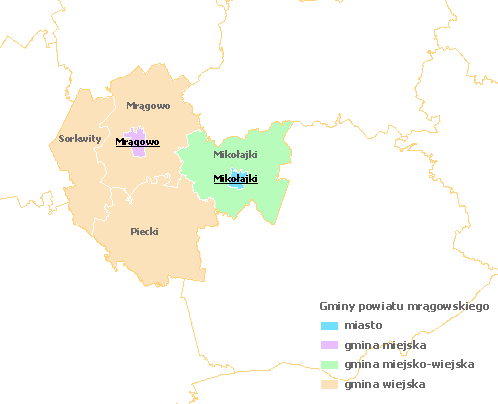

53°52′N 21°18′E / 53.867°N 21.300°E
姆龍戈沃縣（波蘭語：Powiat mrągowski），是波蘭的縣份，位於該國東北部，由瓦爾米亞-馬祖里省負責管轄，首府設於姆龍戈沃，面積1,065平方公里，2006年人口50,087，人口密度每平方公里47人。